# 1992 (Album)
1992 ist das achte Studioalbum des US-amerikanischen Rappers The Game. Es erschien am 14. Oktober 2016 über die Labels Blood Money Entertainment und eOne Music.

## Titelliste
1. Savage Lifestyle – 4:51
2. True Colors / It's On – 5:34
3. Bompton – 3:08
4. Fuck Orange Juice – 1:43
5. The Juice – 3:47
6. Young Niggas – 4:08
7. The Soundtrack – 4:14
8. I Grew Up on Wu-Tang – 2:55
9. However Do You Want It – 4:52
10. Baby You – 5:04
11. What Your Life Like – 3:24
12. 92 Bars – 5:58
13. All Eyez (feat. Jeremih) (Bonus-Titel) – 3:35

## Rezeption

### Charts
1992 erreichte Platz 4 der US-amerikanischen Billboard 200. Insgesamt konnte sich die Veröffentlichung vier Wochen in den Album-Charts der Vereinigten Staaten halten. In Deutschland stieg das achte Album The Games auf Rang 91 ein. Auch in der Schweiz konnte es sich mit Platz 45 und im Vereinigten Königreich mit Platz 38 positionieren.

### Kritik
Die E-Zine Laut.de bewertete das Album mit drei von möglichen fünf Punkten. Aus Sicht des Redakteurs Thomas Haas reichen die „oft sehr catchigen Hooks […] und das durchweg stilsichere Beatpicking“ aus, um 1992 „zu einem zweifelsfrei starken Album zu machen.“ Obwohl die „Westcoast […] mittlerweile fest in der Hand junger Vertreter wie YG oder Vince Staples“ sei, habe The Game neben „biederem Warmkochen vergangener Glanztaten dann doch so einiges“ zu bieten. So handele es sich um eine „kohärente Platte“, die sowohl „unbemüht im Sound alter Zeiten“ bade als auch „über weite Strecken frisch und angriffslustig“ klinge. Im Stück The Juice handele der Rapper „recht wohlwollend Meilensteine seiner Karriere im Eiltempo ab.“ Dank „einer glänzend aufgelegten Lorine Chia […] und unbeeindruckter Westküsten-Instrumentierung“ klinge es jedoch „präsent und im Jetzt.“